# Нова Митниця
Нова́ Ми́тниця — село в Україні, у Крупецькій сільській громаді Дубенського району Рівненської області. Населення становить ▼188 осіб.

## Історія
В другій половині ХІХ століття за 2 км від с. Митниця виникає село Німецька Митниця, тому що колишні землі графа Раціборовського купили переселенці з Німеччини і Чехії (нині Нова Митниця). [Архівовано 15 квітня 2021 у Wayback Machine.]
У 1906 році колонія Теслугівської волості Дубенського повіту Волинської губернії. Відстань від повітового міста 55 верст, від волості 12. Дворів 47, мешканців 341.
7 (20) листопада 1917 року, відповідно до Третього Універсалу Української Центральної Ради, увійшло до складу Української Народної Республіки.
12 червня 2020 року, відповідно до розпорядження Кабінету Міністрів України № 722-р від «Про визначення адміністративних центрів та затвердження територій територіальних громад Рівненської області», увійшло до складу Крупецької сільської громади Радивилівського району.
19 липня 2020 року, в результаті адміністративно-територіальної реформи та ліквідації Радивилівського району, село увійшло до складу Дубенського району.